# Таманна Бгатія
Таманна Бгатія (вимоваⓘ; англ. Tamannaah Bhatia; Народилася 21 грудня 1989),  індійська акторка, переважно грає у телугу та тамільських фільмах. У 2005 році вона дебютувала у фільмі мовою гінді Chand Sa Roshan Chehra (2005). Крім того, у 2005 році дебютувала у Толлівуді у фільмі Sri, і в наступному році знялася в своєму першому фільмі тамільською мовою, Kedi. Після комерційних успіхів фільмів Padikathavan (2009), Ayan (2009), Paiyaa (2010) і Siruthai (2011) утвердилася як одна з провідних сучасних акторок у кіноіндустрії тамільською мовою. Вона також має досвід роботи як модель, з'являється у різних телевізійних рекламних роликах.

## Ранні роки
Народилась 21 грудня 1989 року у Бомбей, Махараштра, Індія. У неї є старший брат, Ананд. Її батько — фінансовий консультант. За релігійними переконаннями — сикхи.

### Повернення доТоллівуду
Таманна Бгатія з'явилася у шести фільмах в 2011 році, у п'ятьох грала головну роль.
Її першим фільмом в 2012 році був фільм, з  Рамом Чараном у головній ролі, Rachaa, який став блокбастером.

## Фільмографія
| Рік  |   | Українська назва       | Оригінальна назва                                                    | Роль              |
| ---- | - | ---------------------- | -------------------------------------------------------------------- | ----------------- |
| 2005 | ф |                        | Chand Sa Roshan Chehra                                               | Jiya Oberoi       |
| 2005 | ф |                        | Sri                                                                  | Sandhya           |
| 2006 | ф |                        | Kedi                                                                 | Priyanka          |
| 2007 | ф |                        | Vyapari                                                              | Savithri          |
| 2007 | ф |                        | Happy Days                                                           | Madhu             |
| 2007 | ф |                        | Kalloori                                                             | Shobana           |
| 2008 | ф |                        | Kalidasu                                                             | Archana           |
| 2008 | ф |                        | Ninna Nedu Repu                                                      |                   |
| 2008 | ф |                        | Ready                                                                | Swapna            |
| 2008 | ф |                        | Netru Indru Naalai                                                   | Swapna            |
| 2009 | ф |                        | Padikathavan                                                         | Gayathri Reddy    |
| 2009 | ф |                        | Konchem Ishtam Konchem Kashtam                                       | Geeta Subramanyam |
| 2009 | ф |                        | Ananda Thaandavam                                                    | Madhumitha        |
| 2009 | ф |                        | Ayan                                                                 | Yamuna            |
| 2009 | ф |                        | Kanden Kadhalai                                                      | Anjali            |
| 2010 | ф |                        | Paiyaa                                                               | Charulatha        |
| 2010 | ф |                        | Sura                                                                 | Poornima          |
| 2010 | ф |                        | Thillalangadi                                                        | Nisha             |
| 2011 | ф |                        | Siruthai                                                             | Swetha            |
| 2011 | ф |                        | Ko                                                                   | Herself           |
| 2011 | ф |                        | 100% Love                                                            | Mahalakshmi       |
| 2011 | ф |                        | Badhrinaadh                                                          | Alakananda        |
| 2011 | ф |                        | Venghai                                                              | Radhika           |
| 2011 | ф |                        | Oosaravelli                                                          | Niharika          |
| 2012 | ф |                        | Rachcha                                                              | Kavya             |
| 2012 | ф |                        | Rebel                                                                | Nirmala           |
| 2012 | ф |                        | Endhukante Premanta                                                  | Lalitha           |
| 2012 | ф |                        | Yen Endraal Kaadhal Enben                                            | Lalitha           |
| 2012 | ф |                        | Cameraman Ganga Tho Rambabu                                          | Ganga             |
| 2015 | ф | «Багубалі: Початок»    | тел. బాహుబలి:ద బిగినింగ్, там. பாகுபலி, англ. Baahubali: The Beginning          | Авантіка          |
| 2017 | ф | «Багубалі: Завершення» | тел. బాహుబలి 2: ది కన్ క్లూజన్, там. பாகுபலி 2, англ. Baahubali: The Conclusion | Авантіка          |
| 2019 | ф | «Герой Нарасіма Редді» | Sye Raa Narasimha Reddy                                              | Сваміджі          |